# Belovita-(La)
La belovita-(A) es un mineral de la clase de los fosfatos, que pertenece al grupo de la belovita.
Fue descrita como una nueva especie por Pekov et al (1996) de los montes Kukisvumchorr y Eveslogchorr, en el macizo de Jibiny, óblast de Múrmansk, Rusia. Nombrado en honor de Nikolai Vasil'evich Belov y por tener el lantano como elemento dominante sobre el cerio.

## Características
La belovita-(a) es un fosfato de fórmula química NaLaSr3(PO4)3F. Fue aprobado como una especie válida por la Asociación Mineralógica Internacional en el año 1995. Cristaliza en el sistema trigonal. Se encuentra en forma de cristales prismáticos, de hasta 3 cm, con grandes {1010}, {1011}, {1011}, {0001}, modificados por {1120}, {1121}, {1121}; puede ser granular. Su dureza en la escala de Mohses de 5. Es análogo al lantano de la belovita-(Ce), y análogo al NaSr3de la fluorapatita.
De acuerdo a la clasificación de Níquel-Strunz, la belovita-(A) pertenece a "08.BN - Fosfatos, etc. con aniones adicionales, sin H2O, con cationes sólo grandes, (OH, etc.):RO4 = 0,33:1" junto con los siguientes minerales: alforsita, belovita-(Ce), dehrnita, carbonatohidroxilapatita, clorapatita, mimetita-M, johnbaumita-M, fluorapatita, hedifana, hidroxilapatita, johnbaumita, mimetita, morelandita, piromorfita, fluorstrofita, svabita, turneaureita, vanadinita, deloneita, fluorcafita, kuannersuïta-(Ce), hidroxilapatita-M, fosfohedifana, stronadelfita, fluorfosfohedifana, miyahisaïta y arctita.

## Formación y yacimientos
Esta especie fue descrita por Pekov et al., a partir de un ejemplar obtenido de los montes Kukisvumchorr y Eveslogchorr, en el macizo de Jibiny, Rusia. No se ha encontrado en ningún otro lugar. Generalmente se encuentra asociado con otros minerales, tales como: gaidonnayita, gerasimovskita, lamprofilita, murmanita, aegirina, pectolita, microclina y natrolita.